# Franziska Schenk
Pour les articles homonymes, voir Schenk.
Franziska Schenk, née le 13 mars 1974 à Erfurt, est une patineuse de vitesse allemande notamment médaillée de bronze sur 500 mètres aux Jeux olympiques d'hiver de 1994.

## Biographie
Franziska Schenk est médaillée de bronze sur 500 mètres aux Jeux olympiques d'hiver de 1994, où elle est aussi quatrième sur 1 000 mètres. En 1997, elle remporte les championnats du monde toutes épreuves en sprint et la coupe du monde sur 1 000 mètres. Elle est quatrième sur 500 mètres et tombe sur 1 000 mètres aux Jeux olympiques d'hiver de 1998. Après sa carrière sportive, Schenk devient une commentatrice sportive très connue en Allemagne. Elle travaille pour ARD et MDR dès 1998.

## Records personnels
| Distance     | Temps         | Année |
| ------------ | ------------- | ----- |
| 500 mètres   | 38 s 31       | 1998  |
| 1 000 mètres | 1 min 15 s 46 | 1998  |
| 1 500 mètres | 2 min 2 s 76  | 1997  |
| 3 000 mètres | 4 min 32 s 39 | 1991  |